# Harald Giessen
Harald Giessen (* 4. Oktober 1966 in Kaiserslautern) ist ein deutscher Physiker und Hochschullehrer. Seine Arbeitsgebiete sind die ultraschnelle Nano-Optik und Plasmonik, insbesondere 3-dimensionale, chirale und schaltbare Metamaterialien und plasmonische Sensoren, 3D-gedruckte komplexe Mikro-Optiken sowie weit durchstimmbare Kurzpulslaser im Infraroten.

## Leben und Wirken
Harald Giessen wuchs in Marnheim/Pfalz auf und legte das Abitur am Gymnasium Weierhof 1985 ab, für das er den Alfred-Welter-Preis erhielt. Nach der Bundeswehr studierte er Physik und Informatik an der Universität Kaiserslautern und erhielt 1992 sein Diplom unter Betreuung von Claus Klingshirn. Mit einem Fulbright-Stipendium studierte er am Optical Sciences Center der University of Arizona, wo er 1994 einen M.Sc. und 1995 einen Ph.D. in Optical Sciences unter Nasser Peyghambarian erhielt. Anschließend wirkte er als Postdoc am Max-Planck-Institut für Festkörperforschung in der Spektroskopie-Gruppe von Jürgen Kuhl und war von 1997 bis 2000 Hochschulassistent an der Universität Marburg unter der Leitung von Wolfgang Rühle. Als Gastforscher war er 1999 am Cavendish Laboratory der University of Cambridge tätig.
Giessen lehrte von 2001 bis 2004 als Professor für Experimentalphysik am Institut für Angewandte Physik der Universität Bonn, bevor er 2005 als Professor für Experimentalphysik an der Universität Stuttgart Lehrstuhlinhaber und Direktor des 4. Physikalischen Instituts wurde. Gemeinsam mit Wolfgang Osten vom Institut für Technische Optik in Stuttgart gründete er das Stuttgart Research Center of Photonics Engineering (SCoPE).
Gastprofessuren führten ihn an die Universität Innsbruck (2003), die Universität Sydney (2007), A*Star Institute for High Performance Computing in Singapur (2011), die Polytechnische Universität Peking (2012–2014), an die Nanyang Technological University in Singapur (seit 2012), an die Universität Adelaide (2024) und Universität Melbourne (2025). Er wurde 2025 zum Adjunct Professor of Optical Sciences am Wyant College of Optical Sciences an University of Arizona ernannt. Rufe auf Professuren an die Universität Kaiserslautern, University of Pennsylvania, EPFL Lausanne und University of New South Wales in Sydney lehnte er ab.
Giessen ist seit 2015 Chairman der im zweijährigen Rhythmus abgehaltenen Konferenz NanoMeta in Seefeld/Österreich. Seit 2014 ist er Topical Editor für Nanophotonics beim Journal Light: Science & Applications der Nature Publishing Group. Seit 2018 ist er im Editorial Board des Journals Advanced Photonics.

## Forschungsschwerpunkte
Während seiner Doktorarbeit gelang es Giessen, erstmals optische Verstärkung in strongly confined Halbleiter-Quantenpunkten nachzuweisen. Als Postdoc am Max-Planck-Institut für Festkörperforschung entdeckte er in der Gruppe von Jürgen Kuhl die selbstinduzierte Transparenz durch Rabi-Oszillationen freier Exzitonen in CdSe und entwickelte mit Stefan Linden das XFROG-Verfahren (cross-correlation-Frequency-resolved optical gating) zur Phasenvermessung ultrakurzer Laserpulse. Als Hochschulassistent an der Universität Marburg demonstrierte er zusammen mit Rainer Mahrt den ersten optisch gepumpten Polymerlaser. Zusammen mit Reinhard Dörner konnte er die korrelierte Elektronenemission bei der Doppelionisation in Edelgasen mithilfe des cold target recoil-ion momentum spectroscopy-Verfahrens (COLTRIMS) nachweisen.
An der Universität Bonn entwickelte er den ersten Weißlicht-optisch-parametrischen Oszillator (OPO) mithilfe verjüngter Glasfasern (tapered optical fibers). Zusammen mit Stefan Linden gelang ihm der Nachweis elektromagnetisch induzierter Transparenz in Plasmon-Wellenleiter-Hybridstrukturen.
An der Universität Stuttgart gelang ihm gemeinsam mit Na Liu und Mario Hentschel die Realisierung der ersten 3-dimensionalen Metamaterialien wie die Aufklärung der Physik der gekoppelten plasmonischen Anregungen in diesen Materialien, darunter der Nachweis elektromagnetisch induzierter Transparenz in 3D Metamaterialien, was sich durch Fano-Resonanzen äußert. Diese setzte er für hochempfindliche plasmonische Sensoren ein. Zusammen mit Na Liu realisierte er den ersten plasmonischen perfekten Absorber im optischen Spektrum. Im Rahmen eines ERC Advanced Grants (ComplexPlas) leistete er Pionierarbeiten zu chiralen plasmonischen Strukturen und entdeckte die ersten nichtreziproken magnetooptischen plasmonischen Hybridsysteme. Mithilfe plasmonischer Einzelpartikel-Sensoren gelang ihm der optische Nachweis geringster Mengen von Wasserstoff in der Luft, was er zusammen mit einem Unternehmen der Prozessanalytik zu einem Prototyp für die Wasserstoff-Sensortechnologie weiterentwickelte. Zusammen mit Doktoranden entwickelte er mit die ersten schaltbaren Nanoantennen-Metaoberflächen auf Basis von Phasenwechselmaterialien wie Germanium-Antimon-Tellurid (GeSbTe) sowie auf Basis der hydrierbaren Metalle Yttrium und Magnesium. Mit seinem Doktoranden Julian Karst konnte er erstmals elektrisch schaltbare Metaoberflächen und schaltbare Metalinsen aus leitfähigen Polymeren herstellen. Mit Tobias Steinle realisierte er den durchstimmbaren Faser-Feedback-OPO, der die Grundlage für eine Ausgründung legte.
Mit Timo Gissibl, Alois Herkommer und Simon Thiele war Giessen der Pionier bei 3D-gedruckten Mikrooptiken, die in verschiedensten Bereichen der Physik wie Quantentechnologie, in der Biologie (optische Fallen), in den Ingenieurwissenschaften (miniaturisierte Sensoren) sowie in der Medizin (das kleinste Endoskop der Welt) eingesetzt werden. Diese Arbeiten legten die Basis für eine weitere Ausgründung.
Zusammen mit Frank Meyer zu Heringdorf und Kollegen von der Universität Duisburg-Essen gelang es Giessen, ultraschnelle Filme von plasmonischen Anregungen auf der Nanometer- und Femtosekunden-Skala aufzunehmen. Gleichzeitig konnten auch die einzelnen Vektorkomponenten des Lichts vermessen werden. Dadurch konnten Plasmonen mit Bahndrehimpuls sowie skyrmionische Plasmonen in ihrer Dynamik beobachtet werden. Ebenfalls gelang die Beobachtung quasikristalliner Plasmonen und ihrer topologischen Eigenschaften und das Auffinden plasmonischer Skyrmion-Bags in enger Zusammenarbeit mit Guy Bartal und Shai Tsesses vom Technion in Haifa. Dabei wurden magische Winkel in twistronischen plasmonischen Strukturen entdeckt.
Harald Giessen ist Mitgründer der Unternehmen NT&C (spektroskopische Mikroskopie), Stuttgart Instruments GmbH (durchstimmbare Femto- und Pikosekunden-Laser) sowie der Printoptix GmbH (3D-gedruckte Mikrooptiken).

## Preise und Auszeichnungen (Auswahl)
- 1985: Alfred-Welter-Preis[1]

- 2004: Innovationspreis Lasertechnik (Arbeitskreis Lasertechnik, Aachen)[1] für die Entwicklung eines tapered fiber OPOs
- 2007: Denison Distinguished Visitor Award, University of Sydney[1]
- 2008: Fellow of the Optical Society of America für seine Leistungen im Bereich der ultraschnellen Nanooptik[10]
- 2009: Paul Peter Ewald Lecture, Max-Planck-Institute for Metals Research, Stuttgart[1]
- 2017–2021: ISI Web of Science Higly Cited (top 1% weltweit)[11] mit h=104 und über 53000 Zitaten[12]
- 2021: Vollmitglied der Honor Society Sigma Xi[1]
- 2021: Gips-Schüle-Forschungspreis zusammen mit Alois Herkommer und Simon Thiele für die Entwicklung von 3D-gedruckten Mikrooptiken[1]
- 2024: Robert-Wichard-Pohl Preis der Deutschen Physikalischen Gesellschaft, für die Entwicklung der 3D-gedruckten Mikrooptiken und ihrer Anwendungen in den Feldern Quantentechnologie, Sensorik, Biologie und Medizin (Endoskopie)[13]
- 2025: Sir Thomas Lyle Fellowship in Physics an der University of Melbourne[1]

## Patente
- Strahlungs-Messvorrichtung (Autokorrelator), European patent EP 1185844 B1 (30.07.2003)
- Metamaterial mit der Fähigkeit zur breitbandigen linkshändigen Leitung elektromagnetischer Wellen, European patent EP 1941311 B1 (01.05.2013)
- Optoelectronic devices, European patent EP 2356709 B1 (29.07.2015)
- Optisches System und Verfahren, European patent EP 3064992 B1 (22.09.2021)
- Vorrichtung mit schaltbaren chiralen optischen Eigenschaften, Vorrichtung zur Polarisationsmodulation, sowie deren Verwendung, European patent EP 3101464 B1 (12.09.2018)
- Verfahren und Vorrichtung zur Herstellung eines optischen Elements mit zumindest einem funktionalen Bereich, sowie Verwendung der Vorrichtung, European patent EP 3162549 B1 (21.06.2023)
- Verfahren zur Herstellung von Mikrostrukturen auf optischen Fasern, European patent EP 3359993 B1 (23.11.2022)
- Device for switchably influencing electromagnetic radiation, and method for obtaining such a device, European patent EP 3410184 B1 (12.10.2022)
- Method of fabricating a multi-aperture system for foveated imaging and corresponding multi-aperture system, European patent EP 3529656 B1 (16.08.2023)
- Method of fabricating an imaging system and corresponding imaging system, European patent EP 3655803 B1 (08.11.2023)
- Vorrichtung mit schaltbaren optischen Eigenschaften, Verfahren zur Herstellung einer Vorrichtung und Verwendung einer Vorrichtung, German patent DE 102014203488 B4 (24.12.2020)
- Verfahren zum Verbinden einer optischen Festkernfaser mit einer weiteren optischen Faser und optische Festkernfaser mit Fügungsvorrichtung, German patent DE 10201500652 B4 (16.03.2017)
- Verfahren zur Herstellung von Mikrostrukturen auf optischen Fasern, German patent DE 102015012980 B4 (16.08.2018)

## Veröffentlichungen (Auswahl)
- mit U. Woggon, B. Fluegel, G. Mohs, Y. Z. Hu, S. W. Koch, N. Peyghambarian: Femtosecond optical gain in strongly confined quantum dots, In: Optics Letters 21, 1043 (1996), doi:10.1364/ol.21.001043
- mit A. Knorr, S. Haas, S. W. Koch et al.: Self-induced transmission on a free exciton resonance in a semiconductor. In: Physical Review Letters 81, 4260 (1998).
- mit T Weber, M Weckenbrock, G Urbasch, A Staudte, R. Dörner: Correlated electron emission in multiphoton double ionization. In: Nature 405, 658 (2000).
- mit T. Weber, M. Weckenbrock, A. Staudte, L. Spielberger, O. Jagutzki, V. Mergel et al.: Recoil-ion momentum distributions for single and double ionization of Helium in strong laser fields. In: Physical Review Letters 84, 443 (2000).
- mit S Linden, J Kuhl: Controlling the interaction between light and gold nanoparticles: selective suppression of extinction. In: Physical Review Letters 86, 4688 (2001).
- mit A Christ, SG Tikhodeev, NA Gippius, J Kuhl: Waveguide-plasmon polaritons: strong coupling of photonic and electronic resonances in a metallic photonic crystal slab. In: Physical Review Letters 91, 183901 (2003).
- mit N. Liu, H. Guo, L. Fu, S. Kaiser, H. Schweizer: Three-dimensional photonic metamaterials at optical frequencies. In: Nature Materials 7, 31 (2008).
- mit N Liu, H Liu, S Zhu: Stereometamaterials. In: Nature Photonics 3, 157 (2009).
- mit Boris Luk'yanchuk, Nikolay I. Zheludev, Stefan A. Maier, N. Halas, Peter Nordlander et al.: The Fano resonance in plasmonic nanostructures and metamaterials. In: Nature Materials 9, 707 (2010), doi:10.1038/nmat2810
- mit N Liu, M Mesch, T Weiss, M Hentschel: Infrared perfect absorber and its application as plasmonic sensor. In: Nano Letters 10, 2342 (2010).
- mit N Liu, M Hentschel, T Weiss, AP Alivisatos: Three-dimensional plasmon rulers. In: Science 332, 1407 (2011).
- mit N. Liu, M.L .Tang, M. Hentschel, A.P. Alivisatos: Nanoantenna-enhanced gas sensing in a single tailored nanofocus. In: Nature Materials 10, 631 (2011).
- mit JY Chin, T. Steinle, T. Wehlus et al.: Nonreciprocal plasmonics enables giant enhancement of thin-film Faraday rotation. In: Nature Communications 4, 1599 (2013), doi:10.1038/ncomms2609
- mit Ronald Griessen, Nikolai Strohfeldt: Thermodynamics of the hybrid interaction of hydrogen with palladium nanoparticles. In: Nature Materials 15, S. 311–317 (2016).
- mit Timo Gissibl, M Schmid: Spatial beam intensity shaping using phase masks on single-mode optical fibers fabricated by femtosecond direct laser writing. In: Optica 3, 448 (2016), doi:10.1364/optica.3.000448
- mit Timo Gissibl, S Thiele, A Herkommer: Sub-micrometre accurate free-form optics by three-dimensional printing on single-mode fibres. In: Nature Communications 7, 11763 (2016).
- mit Timo Gissibl, S Thiele, A Herkommer: Two-photon direct laser writing of ultracompact multi-lens objectives. In: Nature Photonics 10, 554 (2016).
- mit D Floess, M Hentschel, T Weiss et al.: Plasmonic analog of electromagnetically induced absorption leads to giant thin film Faraday rotation of 14°. In: Physical Review X 7, 021048 (2017).
- mit X Duan, N Liu, M Hentschel, M Schäferling.: Chiral plasmonics. In: Science Advances 3, e1602735 (2017).
- mit G Spektor, D Kilbane, AK Mahro, B Frank, S Ristok et al.: Revealing the subfemtosecond dynamics of orbital angular momentum in nanoplasmonic vortices. In: Science 355, 1187 (2017).
- mit TJ Davis, D Janoschka, P Dreher, B Frank, FJ Meyer zu Heringdorf: Ultrafast vector imaging of plasmonic skyrmion dynamics with deep subwavelength resolution. In: Science 368, eaba6415 (2020).
- mit S Schmidt, S Thiele, A Toulouse, C Bösel et al.: Tailored micro-optical freeform holograms for integrated complex beam shaping. In: Optica 7, 1279 (2020).
- mit J Karst, M Floess, M Ubl, C Dingler et al.: Electrically switchable metallic polymer nanoantennas. In: Science 374, 612 (2021).
- mit J. Karst, Y. Lee, M. Floess, M. Ubl, S. Ludwigs, M. Hentschel: Electro-active metaobjective from metalenses-on-demand. In: Nature Communications 13, 7183 (2022).
- mit M Taleb, M Hentschel, K Rossnagel, N Talebi: Phase-locked photon–electron interaction without a laser. In: Nature Physics 19, 869 (2023).
- mit Shai Tsesses, Pascal Dreher, David Janoschka, Alexander Neuhaus, Kobi Cohen et al.: Four-dimensional conserved topological charge vectors in plasmonic quasicrystals. In: Science 387, S. 644–648 (2025).
- mit Julian Schwab, A. Neuhaus, P. Dreher, S. Tsesses, K. Cohen, F. Mangold, A. Mantha, B. Frank, G. Bartal, F. Meyer zu Heringdorf, T. Davis: Skyrmion bags of light in plasmonic moiré superlattices. In Nature Physics (2025). https://doi.org/10.1038/s41567-025-02873-1